# Laß jucken, Kumpel 2. Teil – Das Bullenkloster
Laß jucken, Kumpel 2. Teil – Das Bullenkloster ist ein deutscher Sexfilm aus dem Jahr 1973 und Nachfolger des Films Laß jucken, Kumpel.

## Handlung
Die Ehe Heiners ist zerbrochen. Nach der Scheidung arbeitet er wieder als Bergmann und kommt in einem Männerwohnheim, dem sogenannten „Bullenkloster“, unter. Hier trifft er auf mehrere ehemalige Kumpane, die es ebenfalls hierher verschlagen hat, darunter den unverbesserlichen Hitler-Fan Kutter. Nach einer Affäre mit der Putzfrau Trudi zieht es ihn mit seinen Kumpels in ein Nachtlokal.
Auch Jupp hat es auf Trudi abgesehen, doch diese ist wählerisch und verlangt von ihm als ehemaligem Boxer, ihr zuliebe wieder in den Ring zu steigen. Jupp unterliegt jedoch, und so kommt der Sieger bei Trudi auf seine Kosten. Jupp flüchtet danach in den Alkohol.
Heiners Ex-Frau Gisela betätigt sich inzwischen wieder als Prostituierte. Sie wird von Heiner gefunden, und der Film endet mit der Hoffnung auf ein neues Familienglück.

## Weiteres
Der Film bietet, untypisch für sein Genre, eine durchgängige Handlung. Mehrere Szenen sind ziemlich gewalttätig und suggerieren das Recht des Stärkeren. Das Bullenkloster war der zweiterfolgreichste deutsche Film des Jahres 1973.

## Kritiken
Drastisch in Szene gesetzter Sexfilm nach Motiven von H. H. Claer. (Heyne Filmlexikon, 1996)
Sexszenen, diverse Schlägereien und der Auftritt tölpelhafter Gastarbeiter fügen sich zu einem unerfreulichen Ganzen. (Lexikon des internationalen Films)
Wie schon im ersten Part an Originalschauplätzen gefilmt, zeigt auch Teil 2 Lebensverhältnisse bundesdeutscher Kumpels seiner Zeit. Von seiner tristen – nichtsdestotrotz romantisch anmutenden – Umgebung, in der Das Bullenkloster spielt, kinogerecht erzählt, entsteht dabei ein selten behutsames, jedoch oft eindringliches Bild seiner Protagonisten. Autor Hans Henning Claer erzählte in seiner Vorlage bereits sehr plastisch die Mentalität der Menschen im Kohlenpott: ihre Ängste, Nöte, aber auch ihre Hoffnung und damit verbundene Flucht aus der Alltäglichkeit durch Alkohol und Sex. Die sozialen Randgruppen jener Zeit – Gastarbeiter und Homosexuelle – werden im Film als skurrile und schrullige Charaktere präsentiert, die weit davon entfernt scheinen, integriert bzw. anerkannt zu werden. Das scheint aus heutiger Sicht natürlich befremdlich, im Kontext der Epoche betrachtet jedoch bemerkenswert realistisch. Trotz seiner Episodenhaftigkeit zählt Das Bullenkloster als der geradlinigste Film der ganzen Kumpel-Reihe. Kein anderer Teil positioniert seine Figuren so klar und arbeitet in seiner Erzählstruktur auf ein echtes Finale hin. Viele kleine Happy-Ends führen schlussendlich zu einem – scheinbar – versöhnlichen Gesamtbild. Ein Film über Freundschaft und Liebe, eine gelungene Gratwanderung zwischen echtem Drama und Sexfilm. (Martin Hentschel in 'Lass jucken! – Die Kumpelfilme der 1970er', 2014)